# أدولف وولف
أدولف وولف (بالألمانية: Adolf Wolf)‏ هو ضابط ألماني، ولد في 23 مايو 1899 في براونشفايغ في ألمانيا، وتوفي في 11 مارس 1973 في بايرويت في ألمانيا.